# Paulo Mendes da Rocha
Paulo Mendes da Rocha (n. 25 octombrie 1928, Vitória, Espírito Santo, Brazilia – d. 23 mai 2021, São Paulo, São Paulo, Brazilia) a fost un arhitect brazilian.